# Stegnogramma
Stegnogramma is een voormalig geslacht van 27 soorten varens dat werd ingedeeld bij de moerasvarenfamilie (Thelypteridaceae).
In de taxonomische classificatie van Smith en anderen uit 2006 zijn deze opgenomen in het geslacht Cyclosorus.
Voor de kenmerken van dit geslacht, zie aldaar.

## Naamgeving enetymologie
- Synoniemen: Thelypteris subgen. Stegnogramma (Blume) C.F.Reed (1968), Gymnogramma subgen. Stenogramma (Bl.) Clarke (1880), Leptogramma J.Sm. (1841), Thelypteris subgen. Leptogramma (J.Sm.) Reed (1968), Dictyocline Moore (1856), Thelypteris subgen. Dictyocline (T.Moore) C.Reed (1968)

De botanische naam Stegnogramma is afkomstig van het Oudgriekse 'stegnon' (deksel) en 'gramma' (lijn).
Geslachten Cyclosorus (incl. Ampelopteris, Amphineuron, Chingia, Christella, Cyclogramma, Glaphyropteridopsis, Goniopteris, Meniscium, Menisorus, Mesophlebion, Pelazoneuron, Plesioneuron, Pneumatopteris, Pronephrium, Pseudocyclosorus, Sphaerostephanos, Stegnogramma, Steiropteris, Trigonospora) · Macrothelypteris · Oreopteris · Phegopteris · Pseudophegopteris · Thelypteris (Moerasvaren) (incl. Amauropelta, Coryphopteris, Metathelypteris, Oreopteris, Parathelypteris)